# Tsushima (Nagasaki)
Tsushima (Japans: 対馬市, Tsushima-shi) is een Japanse stad in de prefectuur Nagasaki. In 2015 telde de stad 31.534 inwoners. De stad ligt op het gelijkname eiland Tsushima.

## Geschiedenis
Op 1 maart 2004 werd Tsushima benoemd tot stad (shi). Dit gebeurde na het samenvoegen van de gemeenten Izuhara (厳原町), Mitsushima (美津島町), Toyotama (豊玉町), Mine (峰町), Kamiagata (上県町) en Kamitsushima (上対馬町).
Steden:
Goto · Hirado · Iki · Isahaya · Matsuura · Minamishimabara · Nagasaki (hoofdstad) · Omura · Saikai · Sasebo · Shimabara · Tsushima · Unzen

Districten:
Nishisonogi · Kitamatsuura · Minamimatsura · Higashisonogi

Gemeenten per district